# Itame pallipennata
Itame pallipennata là một loài bướm đêm trong họ Geometridae.